# Jesus Freaks International

Symbole des Jesus Freaks; Alpha and Omega

Jesus Freaks International est une association chrétienne évangélique internationale d'églises non confessionnelles. Elle est basée à Berlin en Allemagne.

## Histoire
Jesus Freaks International ("Mouvement international des passionnés de Jésus") est un mouvement qui puise ses sources dans le Jesus Movement des années 1960 aux États-Unis,. Il a été créé en septembre 1991 à Hambourg, en Allemagne par Martin Dreyer. Dreyer est ordonné pasteur de l'église libre en 1993. En 1994, l'organisation a pris le nom de Jesus Freaks International.

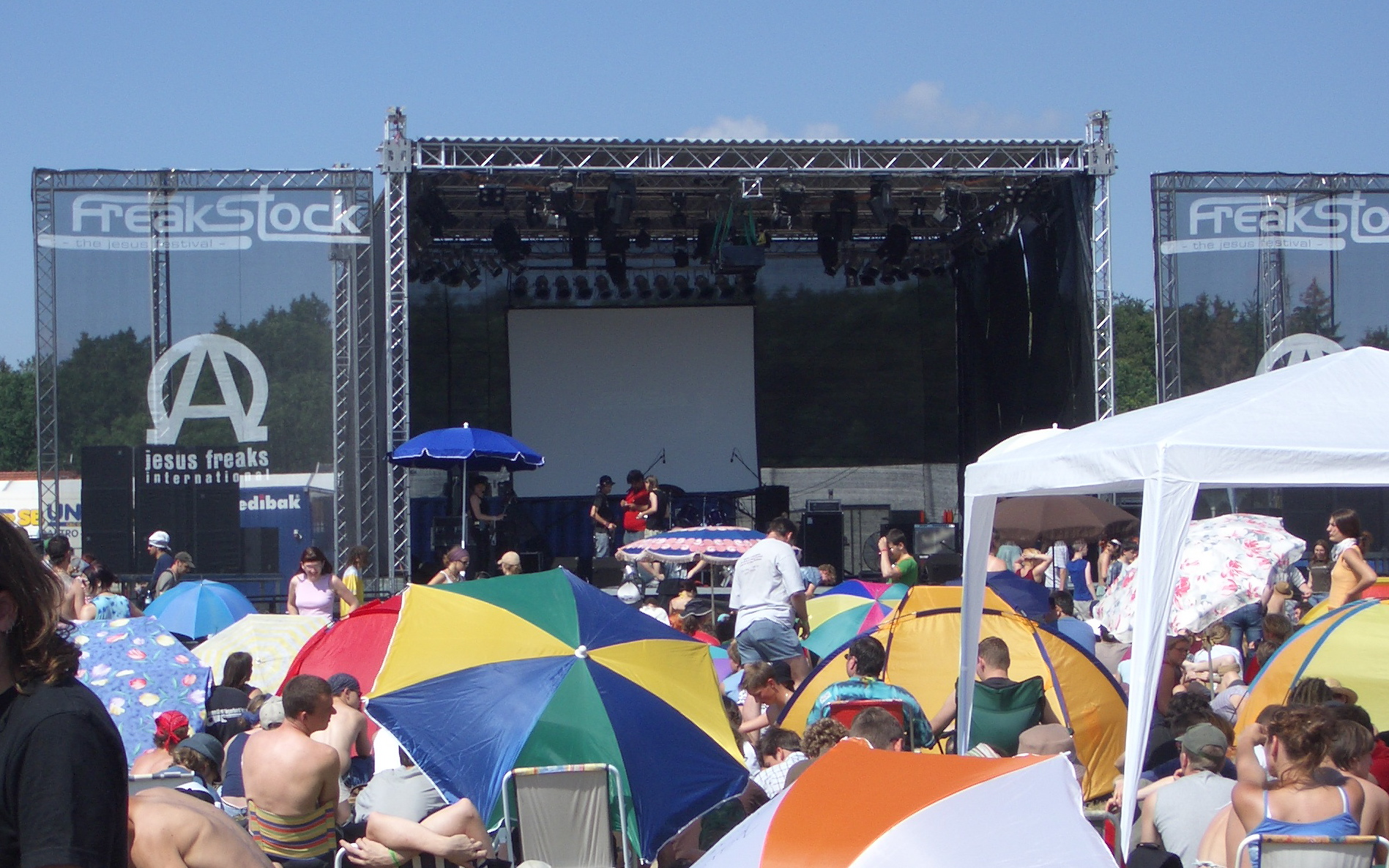
Freakstock 2004

Il existe des groupes ou des églises en Allemagne, en Suisse, en France, en Pays-Bas, et en Autriche. Jesus Freaks International organise également, tous les ans en août à Gotha au centre de l'Allemagne, un festival de rock chrétien baptisé Freakstock.